# Erik Ode
Erik Ode, nome d'arte di Fritz Erik Signy Odemar (Berlino, 6 novembre 1910 – Kreuth, 19 luglio 1983), è stato un attore, regista e doppiatore tedesco, celebre - soprattutto in Germania - per aver dato il volto al personaggio del commissario Herbert Keller nella famosa serie televisiva poliziesca degli anni settanta, Der Kommissar.

## Biografia

### Gli anni prima della guerra
Figlio dell'attore cinematografico tedesco Fritz Odemar (1890-1955), che aveva recitato in numerosi film della UFA, e dell'attrice Erika Nymgau-Odemar, entrò quasi subito in contatto con il mondo dello spettacolo, dopo essersi formato a Stendal, Saarbrücken e Berlino. All'età di soli dodici anni esordì nel mondo del cinema come attore bambino al fianco di celebrità come Asta Nielsen e Henny Porten interpretando il ruolo di Gesù ragazzo nel muto I.N.R.I., un kolossal biblico del 1923 per la regia di Robert Wiene.

Raggiunta l'età adulta si dedicò ad apprendere la tecnica fotografica, diventando prima cameraman e poi assistente del celebre regista dell'epoca Otto Kanturek: ma ben presto abbandonò questa carriera per intraprendere definitivamente quella di attore. Nel 1928 ottenne il suo primo ingaggio presso il Theater am Schiffbauerdamm di Berlino: nello stesso anno, sempre a Berlino, fondò con Max Colpet il cabaret "Anti". Gli anni Trenta furono professionalmente i più intensi per il giovane attore, che calcò i principali palcoscenici teatrali di Berlino e parallelamente recitò in numerosi produzioni della UFA, avviandosi così ad una brillante carriera cinematografica che lo vide recitare in circa 47 pellicole tra il 1930 ed il 1947, toccando l'apice di quattro film in uno stesso anno. Nel 1930, dopo diversi ruoli non accreditati in alcune pellicole, ottenne un ruolo marginale (quello di un giovane studente) nel musical di Karl Hartl Ein Burschenlied aus Heidelberg. Nel 1931 ebbe l'occasione di valorizzare il proprio talento nel ruolo del timido cadetto Brenken nel film Kadetten di Georg Jacoby.  Nel frattempo continuò a coltivare la carriera teatrale, facendo diverse tournée in Europa: dal 1939 al 1943 lavorò al Teatro Nazionale di Monaco di Baviera, dove raccolse numerosi successi nonostante si dovesse dividere tra recitazione e servizio militare. Nel 1943 lavorò in Norvegia ed in Francia in spettacoli promossi al fronte dalla Wehrmacht: durante la seconda guerra mondiale, infatti, Ode fu attivo nell'ambito dell'intrattenimento delle truppe, divenendo poi marconista verso la fine del conflitto, veste in cui fu fatto prigioniero e detenuto nel campo di prigionia di Fürstenwalde.

### Nel dopoguerra
Con la fine della Seconda guerra mondiale cominciò anche per Ode una nuova vita. Subito dopo la fine del conflitto lavorò al Theater am Kurfürstendamm e tornò a fare cabaret. Oltre a questo si occupò della regia audio per il nuovo canale radiofonico nazionale NWDR (Nordwestdeutscher Rundfunk). Nel 1948 divenne regista principale della RIAS (Rundfunk im amerikanischen Sektor), il canale radiofonico del settore statunitense della Berlino occupata dagli alleati. Sul palcoscenico recitò nel Pigmalione di George Bernard Shaw ed in Charleys Tante. Nel frattempo a Berlino si occupò di regia di doppiaggio per la MGM ed in qualità di doppiatore prestò la sua voce a Fred Astaire, Gene Kelly, Bing Crosby e Cary Grant: nella versione tedesca di Cantando sotto la pioggia Ode doppiò Gene Kelly non solo nei dialoghi ma anche nelle canzoni, che infatti erano tradotte in tedesco.

A partire dagli anni cinquanta Ode fu sempre meno sui palchi e sempre più impegnato dietro le quinte, sia nei film che per pièces teatrali. Herrliche Zeiten, girato appunto nel 1950, fu il suo primo film da regista: era la storia di un cittadino medio che aveva vissuto i primi cinquant'anni del XX secolo, quelli che erano stati appunto annunciati da Guglielmo II di Germania ai suoi sudditi come "herrliche Zeiten", cioè tempi magnifici. Il film ricevette numerose critiche positive ed aprì ad Ode la strada verso la regia di altri film, per lo più musical brillanti e spensierati, come Scandalo all'ambasciata del 1950 con Viktor de Kowa e Jeanette Schultze, Der Kampf der Tertia, Schlagerparade, An jedem Finger zehn, Ohne Mutter geht es nicht e ...e la sera alla Scala con Caterina Valente del 1958, per un totale di circa 20 pellicole. Undici anni dopo il suo esordio da regista, Ode tornò a recitare in teatro. Anche se per il grande successo dovette aspettare ancora sette anni.

### Gli anni del successo
Come attore non è più molto attivo fino a che nel 1969 il produttore di polizieschi Helmut Ringelmann vuole il quasi sessantenne per la nuova serie della ZDF intitolata Der Kommissar: tale serie lo renderà una vera e propria leggenda della televisione tedesca e famoso anche all'estero. Quanto pregnanti siano stati questi anni per la sua carriera è evidente nella sua biografia del 1972, significativamente intitolata "Der Kommissar und ich. Die Erik Ode Story" ("Il Commissario ed io. La storia di Erik Ode"). Di sicuro non riusciva a vedere per sé una carriera come investigatore nella vita reale. La sua interpretazione del flemmatico e inflessibile commissario Herbert Keller ha inizio il 3 gennaio 1969 per la durata di sette stagioni ed un totale di ben 97 episodi.

## Vita privata
Come il Commissario da lui interpretato, anche nella vita privata Ode era abbastanza schivo e riservato. Si era sposato nel 1942 con l'attrice viennese Hilde Volk: "felicemente", dichiarò in un'intervista. Tra i suoi principali vizi, le sigarette, che sono state un po' anche il suo marchio di fabbrica. "Normalmente sono più di 20 al giorno", disse una volta. Nel 1982 ebbe un mancamento a Monaco durante una rappresentazione teatrale, e si ritirò definitivamente dal palcoscenico. Morì l'anno successivo, il 19 luglio 1983, per arresto cardiocircolatorio nella sua casa a Kreuth-Weißach sul Tegernsee. Per sua volontà, fu cremato e le sue ceneri furono sparse nel Mar Baltico, sei chilometri al largo di Pelzerhaken.

## Filmografia

### Attore

#### Film TV
- Rosen für Marina, regia di Wolf Dietrich (1961)
- Der Kaiser vom Alexanderplatz, regia di Erik Ode (1964)
- Wachet und singet, regia di Theodor Grädler (1964)
- Spätsommer, regia di Peter Beauvais (1964)
- Wachet und singet, regia di Theodor Grädler (1964)
- Mrs. Cheney's Ende, regia di Erik Ode (1965)
- Der schwarze Freitag, regia di August Everding e Günter Meincke (1966)
- Tagebücher, regia di Kurt Wilhelm (1967)
- Die Flucht nach Holland, regia di Ludwig Cremer (1967)
- Die Glückspirale, regia di Dieter Pröttel (1972)
- Die Geisterbehörde, regia di Wilm ten Haaf (1979)
- Pygmalion, regia di Hans W. Reichel e Rolf von Sydow (1980)
- Schuld sind nur die Frauen, regia di Rolf von Sydow e Eugen York (1982)

#### Telefilm
- Meine Frau Susanne, episodio Der Führerschein, regia di Erik Ode (1963)
- Das Kriminalmuseum, episodio Der stumme Kronzeuge, regia di Wolfgang Becker (1964)
- Die fünfte Kolonne, episodio Besuch von drüben, regia di Helmuth Ashley (1965)
- Förster Horn (1965)
- Das Kriminalmuseum, episodio Der Brief, regia di Jürgen Goslar (1965)
- Die fünfte Kolonne, episodio Die ägyptische Katze, regia di Helmuth Ashley (1966)
- Förster Horn, episodio Ein gemütlicher Sonntag, regia di Erik Ode (1966)
- Förster Horn, episodio Schlingensteller am Werk, regia di Erik Ode (1966)
- Förster Horn, episodio Ein guter Einfall, regia di Erik Ode (1966), non accreditato
- Förster Horn, episodio Die Giftpilze, regia di Erik Ode (1966), non accreditato
- Förster Horn, episodio Das Jubiläum, regia di Erik Ode (1966), non accreditato
- Förster Horn, episodio Not am Mann, regia di Erik Ode (1966)
- Das Kriminalmuseum, episodio Die Reisetasche, regia di Erich Neureuther (1967)
- Der Mann, der keinen Mord beging, 7 episodi, regia di Hans Quest (1968)
- Der Kommissar (97 episodi) (1969-1976)
- L'altro (Alexander Zwo), episodio Incubo a Bruxelles (Zum Abschuß freigegeben), regia di Franz Peter Wirth (1972)
- Hallo - Hotel Sacher … Portier!, episodio Mein Freund Uwe, regia di Hermann Kugelstadt (1974)
- Sonne, Wein und harte Nüsse (21 episodi) (1979-1981)
- Eine große Liebe

### Regista
- Tempi magnifici (Herrliche Zeiten) (documentario), co-regia di Günter Neumann (1950)
- Scandalo all'ambasciata (Skandal in der Botschaft) (1950)
- Das Land des Lächelns, co-regia di Hans Deppe (1952)
- Der Kampf der Tertia (1952)
- So ein Affentheater (1953)
- Schlagerparade (1953)
- Der erste Kuß (1954)
- An jedem Finger zehn (1954)
- Allegri prigionieri (Heldentum nach Ladenschluß), episodio Captain Fox (1954)
- Wunschkonzert (1955)
- Musik im Blut (1955)
- Bestseller (1956)
- Lügen haben hübsche Beine (1956)
- Der Mustergatte (1956)
- Eine grosse Liebe (film TV) (1957)
- Einmal eine grosse Dame sein (1957)
- Liebe, Jazz und Übermut (1957)
- ...und abends in die Scala (1958)
- Ohne Mutter geht es nicht (1958)
- Scala - total verrückt (1958)
- Was eine Frau im Frühling träumt, co-regia di Arthur Maria Rabenalt (1959)
- Wenn das mein großer Bruder wüßte (1959)
- Die Liebe des Jahres (film TV) (1959)
- Das Fenster zum Flur (film TV) (1960)
- Schlager-Raketen (1960)
- Heute gehn wir bummeln (1961)
- Bubusch (film TV) (1962)
- Theorie und Praxis (film TV) (1962)
- Das Ende vom Anfang (film TV) (1963)
- Feuerwerk (film TV) (1963)
- Meine Frau Susanne (serie TV), 20 episodi (1963)
- Herr Lamberthier (film TV) (1963)
- Der Kaiser vom Alexanderplatz (film TV) ((1964)
- Wolken am Himmel (film TV, versione teatrale) (1965)
- Mrs. Cheney's Ende (film TV) (1965)
- Förster Horn (serie TV), 13 episodi (1966)
- Die Witzakademie (serie TV), episodio Worüber lacht der Mensch? Teil 2 (1966)
- Crumbles letzte Chance (film TV) (1967)
- Keine Leiche ohne Lily (film TV) (1967)
- Liebesgeschichten (serie TV), episodio Nach all den Jahren (1967)
- Der Kommissar (serie TV), episodio Eine Kugel für den Kommissar (1970)
- Der Kommissar (serie TV), episodio Kellner Windeck (1971)
- Der Kommissar (serie TV), episodio Die Nacht mit Lansky (1974)
- Preussenkorso 45-48 (film TV) (1977)
- L'ispettore Derrick (serie TV), episodio Die Versuchung (1979)
- L'ispettore Derrick (serie TV), episodio Eine unheimlich starke Persönlichkeit (1980)

## Autobiografia
- Erik Ode, Der Kommissar und ich. Die Erik-Ode-Story, Goldmann, Monaco 1975 (Goldmann-Gelbe, Band 3376) licenza di Schulz-Verlag, Monaco, Percha. ISBN 3-442-03376-4 (prima uscita 1972)

## Premi e riconoscimenti
- 1970: Bambi d'oro per la miglior serie tedesca (Der Kommissar)
- 1971: Bambi d'oro per la serie TV più amata (Der Kommissar)
- 1972: Bambi d'oro per la miglior serie TV (Der Kommissar)
- 1972: Golden Camera categoria Bester Krimiheld ("miglior eroe contro il crimine)
- 1975: Bambi d'oro per la miglior serie tedesca votata dal pubblico (Der Kommissar)
- 1980: 3º posto alla Golden Camera categoria Beliebtester Krimiheld ("il più amato eroe contro il crimine"), dietro a Horst Tappert e Hansjörg Felmy.